# Zeitgeschehen
Der Begriff Zeitgeschehen bezeichnet gegenwärtiges Geschehen und aktuelle Ereignisse.
Die häufigste Verwendung des Begriffs Zeitgeschehen ist die als Name einer Rubrik in den Massenmedien (Zeitungen, Zeitschriften, Rundfunk etc.), die aktuelle Themen aus Politik, Gesellschaft, Wissenschaft, Kultur, Feuilleton und Boulevard zusammenfasst. 
Zeitgeschehen wird in Abgrenzung zur Geschichte gebraucht. Während die Geschichte die Vergangenheit beschreibt, versucht das Zeitgeschehen ein Bild der Gegenwart zu zeichnen. Dabei liegt die Problematik vor, dass Gegenwärtiges sich stets in Vergangenes wandelt. Beide Begriffe, Zeitgeschehen und Geschichte, umreißen dabei ein interdisziplinäres Spektrum an Inhalten. In Analogie umfasst die Geschichte Teildisziplinen wie politische Geschichte, Kunstgeschichte, Wissenschaftsgeschichte usw.